# Spionnetje

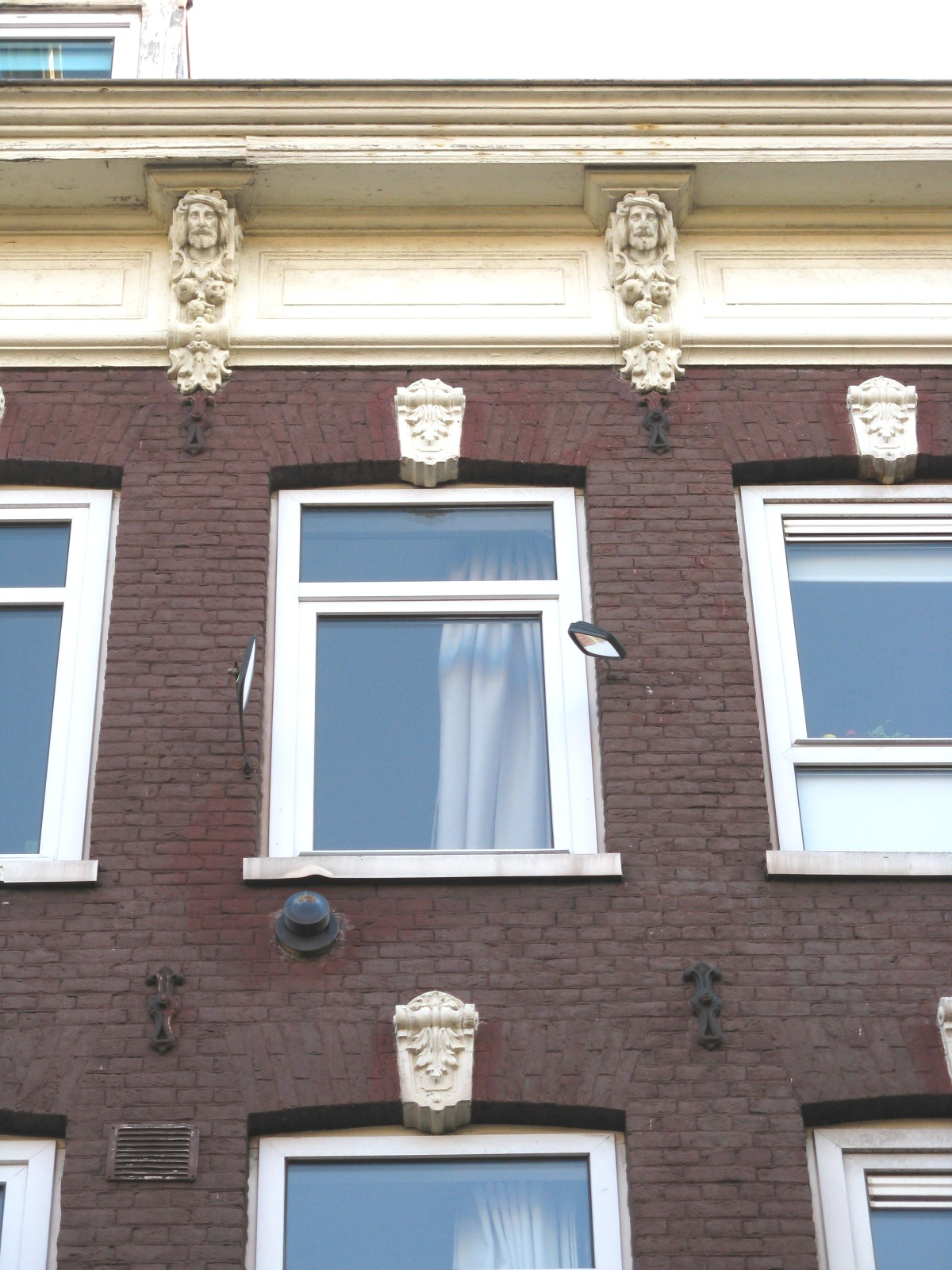
Links een zijwaarts gericht spionnetje, rechts een omlaag gericht spionnetje

Een spionnetje of nieuwsgierigheidsspiegeltje is een kleine spiegel die aan de buitenzijde van een raamkozijn van een huis gemonteerd is om voorbijgangers te zien aankomen.

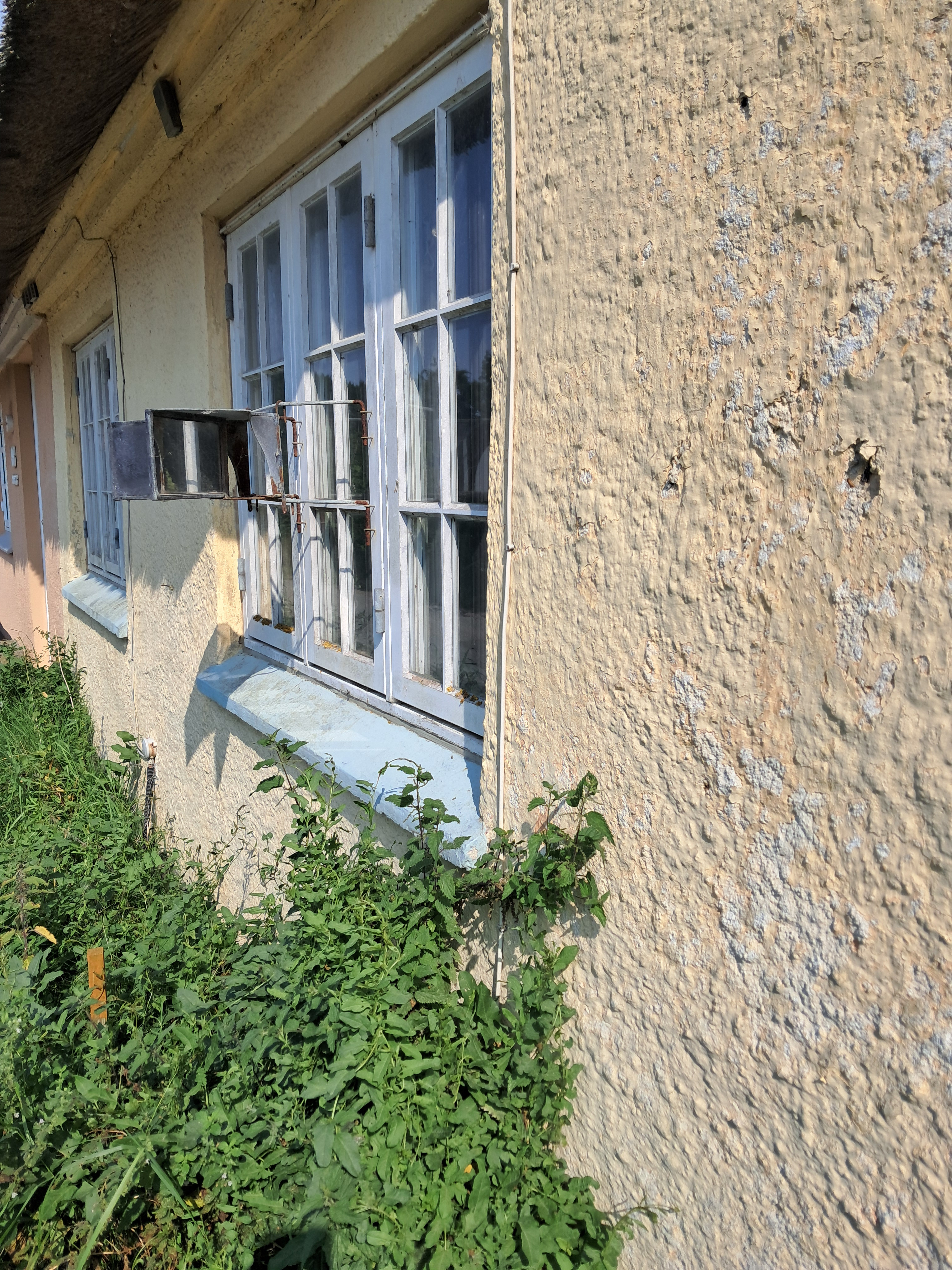
Spionnetje op het Deense eiland Lyø

Men treft spionnetjes aan bij prostitués en in sommige buurten, vooral als er geen tuin is tussen de huizen en de straat. Ook aan gewone woonhuizen zijn spionnetjes soms gemonteerd, om zittend bij het raam te zien wie er aanbelt, of wat er op straat gebeurt.
Op een verdieping wordt een spionnetje schuin naar beneden gericht.
De aanwezigheid van een erker maakt een spionnetje niet nodig.

## Geschiedenis
In Denemarken verschenen de spiegels rond 1850. In het begin waren het vaak rijke huiseigenaren die oude spiegels naar een smid brachten om ze in een lijst te laten monteren, zodat ze als "straatspiegel" gebruikt konden worden.
In Finland waren de eerste van dit soort spiegels  afkomstig uit Zweden.
Spionnetjes zijn in de eenentwintigste eeuw vervangen door o.a. deurbellen met een camera, verbonden met het internet, zodat zelfs buitenshuis waargenomen kan worden wie er voor de deur staat.

## Citaten
- "Er is hier [in Bazel] een eenige uitvinding, te weten bewegelijke spionnetjes, die van buiten aan iederen kant van de ramen aangebracht zijn, en waardoor de dames, zonder het venster te openen en hare zedigheid te kwetsen, al de voorbijgangers stoutmoedig begluren, terwijl men het haar niet kan doen." (brief van de Zwitserse theoloog Alexander Vinet van 7 september 1817, in: E. Rambert, 1877, p. 31[3])
- "Hij zat altijd voor het venster van zijne zijkamer, terwijl een dubbel spionnetje hem met eenen enkelen blik de gansche straat vertoonde." (Bredasche Courant, 9 januari 1840)
- "Eene bovenkamer met drie spionnetjes, een ter rechter-, een ter linkerzij, en het derde in eene tuimelende houding, opdat er geen mensch onopgemerkt de voordeur mocht binnentreden." (D.P. Bohn-Beets, Onze buurt, 1861)